# 于斯特
于斯特（德語：Juist，發音：[ˈjyːst] ⓘ）是德国下萨克森州奥里希县的市镇，下辖同名海岛，面积16.41平方千米，2023年12月31日人口为1,542人。